# Diócesis de Whitehorse
La diócesis de Whitehorse (en latín: Dioecesis Equialben(sis) y en inglés: Roman Catholic Diocese of Whitehorse) es una circunscripción eclesiástica latina de la Iglesia católica en Canadá, sufragánea de la arquidiócesis de Grouard-McLennan. La diócesis tiene al obispo Héctor Vila como su ordinario desde el 27 de noviembre de 2015.

## Territorio y organización
La diócesis tiene 723 515 km² y extiende su jurisdicción sobre los fieles católicos de rito latino residentes en el territorio del Yukón y en el extremo septentrional de la provincia de Columbia Británica.
La sede de la diócesis se encuentra en la ciudad de Whitehorse, en donde se halla la Catedral del Sagrado Corazón.
En 2020 en la diócesis existían 23 parroquias.

## Historia
Aunque la diócesis de Whitehorse es relativamente reciente, los misioneros católicos comenzaron a trabajar en estas tierras ya a mediados del siglo XIX. El primer misionero católico en llegar al territorio en septiembre de 1861 fue el sacerdote Gascón de los Misioneros Oblatos de María Inmaculada, que llegó a la zona del lago Watson procedente de las misiones del Mackenzie. Inicialmente, la actividad misionera fue esporádica hasta que se descubrió oro en el Yukón a finales de siglo.
A partir de este momento comenzó una presencia más estable de la Iglesia católica en el Yukón, cuya tarea de evangelizar el territorio fue encomendada a los jesuitas, provenientes de Alaska, ya los Oblatos de María Inmaculada.
El 9 de marzo de 1908 se estableció la prefectura apostólica de Yukón, que el 20 de noviembre de 1916 tomó el nombre de vicariato apostólico de Yukón y Prince Rupert (hoy diócesis de Prince George) por la anexión de territorios pertenecientes a la Columbia Británica.
La obra misional se intensificó después de 1941 con la apertura de la carretera de Alaska (Alaska Highway), que atraviesa el territorio del Yukón; esto permitió la llegada de nuevos misioneros, la construcción de nuevas iglesias y capillas y el nacimiento de pequeñas comunidades católicas por todo el lugar. Al mismo tiempo, en 1942 el coadjutor del vicario apostólico del Yukón y Príncipe Rupert, Jean-Louis-Antoine-Joseph Coudert, trasladó su residencia a Whitehorse.
El vicariato apostólico de Whitehorse fue erigido el 14 de enero de 1944 con la bula Impensum quo del papa Pío XII, obteniendo el territorio de la división del vicariato apostólico de Yukón y Prince Rupert, de donde también surgió el vicariato apostólico de Prince Rupert (hoy diócesis de Prince George). Al mismo tiempo, porciones de territorio que habían pertenecido al vicariato apostólico de Grouard (hoy arquidiócesis de Grouard-McLennan) se agregaron al nuevo vicariato apostólico de Whitehorse.
El vicariato apostólico de Whitehorse fue elevado a diócesis el 13 de julio de 1967 con la bula Adsiduo perducti del papa Pablo VI.
El 25 de enero de 2016 la diócesis pasó de la jurisdicción de la Congregación para la Evangelización de los Pueblos a la jurisdicción de la Congregación para los Obispos.

## Estadísticas
De acuerdo al Anuario Pontificio 2021 la diócesis tenía a fines de 2020 un total de 8500 fieles bautizados.
| Año                                                                             | Población            | Población | Población      | Sacerdotes | Sacerdotes    | Sacerdotes    | Bautizados por sacerdote | Diáconos permanentes | Religiosos | Religiosos | Parroquias |
| Año                                                                             | Bautizados católicos | Total     | % de católicos | Total      | Clero secular | Clero regular | Bautizados por sacerdote | Diáconos permanentes | Varones    | Mujeres    | Parroquias |
| ------------------------------------------------------------------------------- | -------------------- | --------- | -------------- | ---------- | ------------- | ------------- | ------------------------ | -------------------- | ---------- | ---------- | ---------- |
| 1950                                                                            | 2117                 | 9361      | 22.6           | 24         | 1             | 23            | 88                       |                      | 25         | 17         | 31         |
| 1966                                                                            | 5680                 | 17 328    | 32.8           | 24         | 1             | 23            | 236                      |                      | 27         | 16         | 42         |
| 1970                                                                            | 5900                 | 17 000    | 34.7           | 22         |               | 22            | 268                      |                      | 27         | 21         | 28         |
| 1976                                                                            | 6500                 | 24 500    | 26.5           | 21         |               | 21            | 309                      |                      | 24         | 13         | 2          |
| 1980                                                                            | 7430                 | 31 518    | 23.6           | 18         |               | 18            | 412                      |                      | 21         | 16         | 2          |
| 1990                                                                            | 7559                 | 37 318    | 20.3           | 16         | 2             | 14            | 472                      |                      | 16         | 8          | 19         |
| 1999                                                                            | 14 135               | 44 213    | 32.0           | 12         | 3             | 9             | 1177                     | 2                    | 11         | 7          | 26         |
| 2000                                                                            | 11 287               | 36 395    | 31.0           | 13         | 3             | 10            | 868                      | 1                    | 12         | 7          | 24         |
| 2001                                                                            | 13 430               | 36 501    | 36.8           | 12         | 3             | 9             | 1119                     | 1                    | 10         | 8          | 24         |
| 2002                                                                            | 11 472               | 36 617    | 31.3           | 12         | 3             | 9             | 956                      | 1                    | 10         | 8          | 26         |
| 2003                                                                            | 9175                 | 35 614    | 25.8           | 13         | 4             | 9             | 705                      | 1                    | 10         | 8          | 23         |
| 2010                                                                            | 9300                 | 42 150    | 22.1           | 11         | 5             | 6             | 845                      |                      | 6          | 4          | 19         |
| 2014                                                                            | 8200                 | 43 250    | 19.0           | 8          | 4             | 4             | 1025                     |                      | 4          | 2          | 22         |
| 2017                                                                            | 8390                 | 38 665    | 21.7           | 8          | 7             | 1             | 1048                     |                      | 1          | 2          | 22         |
| 2020                                                                            | 8500                 | 43 600    | 19.5           | 7          | 7             |               | 1214                     |                      |            | 2          | 23         |
| Fuente: Catholic-Hierarchy, que a su vez toma los datos del Anuario Pontificio. |                      |           |                |            |               |               |                          |                      |            |            |            |

## Episcopologio
- Jean-Louis-Antoine-Joseph Coudert, O.M.I. † (15 de enero de 1944-15 de noviembre de 1965 falleció)
- James Philip Mulvihill, O.M.I. † (18 de diciembre de 1965-15 de octubre de 1971 renunció)
- Hubert Patrick O'Connor, O.M.I. † (15 de octubre de 1971-9 de junio de 1986 nombrado obispo de Prince George)
- Thomas Joseph Lobsinger, O.M.I. † (3 de julio de 1987-15 de abril de 2000 falleció)
  - Denis Croteau, O.M.I. (25 de abril de 2003-5 de enero de 2006) (administrador apostólico)
- Gary Michael Gordon (5 de enero de 2006-14 de junio de 2014 nombrado obispo de Victoria)
  - Kieran Kilcommons (28 de agosto de 2014-27 de noviembre de 2015) (administrador apostólico)
- Héctor Vila, desde el 27 de noviembre de 2015